# VH1 Storytellers: Johnny Cash and Willie Nelson
A VH1 Storytellers Johnny Cash és Willie Nelson unplugged albuma, amelyet 1998-ban adott ki az American Recordings. Az album producere Rick Rubin.

## Dalok
1. Ghost Riders in the Sky (Stan Jones) – 6:13
2. Worried Man (Jonny Cash, June Carter Cash) – 3:48
3. Family Bible (Walt Breeland/Paul Buskirk/Claude Gray) – 3:20
4. Don't Take Your Guns to Town (Cash) – 4:42
5. Funny How Time Slips Away (Nelson) – 3:59
6. Flesh and Blood (Cash) – 2:42
7. Crazy (Nelson) – 2:23
8. Unchained (Johnstone) – 2:43
9. Night Life (Breeland/Buskirk/Nelson) – 3:43
10. Drive On (Cash) – 2:23
11. Me and Paul (Nelson) – 3:11
12. I Still Miss Someone (Cash, Roy Cash) – 3:13
13. Always on My Mind (John Christopher/Mark James/WayneThompson) – 4:05
14. Folsom Prison Blues (Cash) – 3:40
15. On the Road Again (Nelson) – 1:32

## Munkatársak
- Johnny Cash – ének, gitár
- Willie Nelson – ének, gitár
- Rick Rubin – producer, keverés
- Sean Murphy – producer
- Michael Simon – rendező
- Koji Egawa – asszisztens
- Randy Ezratty – hang
- Paul Cohen – erősítés
- Stephen Marcussen – asszisztens
- David Coleman – művészeti vezető
- Wayne Wilkins – művészeti asszisztens
- Marc Bryan-Brown – fotó
- Bruce Gillmer – szerkesztő
- Wayne Isaak – zenei szerkesztő
- Sean Kelly – koordinátor

## A Billboard listán
| Év   | Album                           | Hely | Kategória       |
| ---- | ------------------------------- | ---- | --------------- |
| 1998 | VH1 Storytellers: Cash & Nelson | 25   | country albumok |

## Külső hivatkozások
- A Magyar Portál
- Az Outlaw Country otthona